# 세계 혁신 지수
세계 혁신 지수(Global Innovation Index)는 세계 지식 재산권 기구(WIPO)가 발행하는 혁신의 능력과 성공 정도에 따라 나라별 순위를 해마다 매긴 지수이다. 2007년 INSEAD와 영국 잡지 월드 비즈니스:203, 그리고 기타 단체와 기관들에 의해 시작되었다.:333 국제전기통신연합, 세계은행, 세계 경제 포럼을 포함한 여러 출처로부터 기원하는 객관적인 데이터와 주관적인 데이터에 기반을 둔다.:203

## 순위
2023년 기준 상위 50개국 순위이다:
| 순위 | 나라/영토      | 소득 그룹 순위 | 지역       | 지역 순위 |
| ---- | -------------- | -------------- | ---------- | --------- |
| 1    | 스위스         | 1              | 유럽       | 1         |
| 2    | 스웨덴         | 2              | 유럽       | 2         |
| 3    | 미국           | 3              | 북아메리카 | 1         |
| 4    | 영국           | 4              | 유럽       | 3         |
| 5    | 싱가포르       | 5              | 동남아시아 | 1         |
| 6    | 핀란드         | 6              | 유럽       | 4         |
| 7    | 네덜란드       | 7              | 유럽       | 5         |
| 8    | 독일           | 8              | 유럽       | 6         |
| 9    | 덴마크         | 9              | 유럽       | 7         |
| 10   | 대한민국       | 10             | 동아시아   | 2         |
| 11   | 프랑스         | 11             | 유럽       | 8         |
| 12   | 중화인민공화국 | 1              | 동아시아   | 3         |
| 13   | 일본           | 12             | 동아시아   | 4         |
| 14   | 이스라엘       | 13             | 서아시아   | 1         |
| 15   | 캐나다         | 14             | 북아메리카 | 2         |
| 16   | 에스토니아     | 15             | 유럽       | 9         |
| 17   | 홍콩           | 16             | 동아시아   | 5         |
| 18   | 오스트리아     | 17             | 유럽       | 10        |
| 19   | 노르웨이       | 18             | 유럽       | 11        |
| 20   | 아이슬란드     | 19             | 유럽       | 12        |
| 21   | 룩셈부르크     | 20             | 유럽       | 13        |
| 22   | 아일랜드       | 21             | 유럽       | 14        |
| 23   | 벨기에         | 22             | 유럽       | 15        |
| 24   | 오스트레일리아 | 23             | 오세아니아 | 6         |
| 25   | 몰타           | 24             | 유럽       | 16        |
| 26   | 이탈리아       | 25             | 유럽       | 17        |
| 27   | 뉴질랜드       | 26             | 오세아니아 | 7         |
| 28   | 키프로스       | 27             | 서아시아   | 2         |
| 29   | 스페인         | 28             | 유럽       | 18        |
| 30   | 포르투갈       | 29             | 유럽       | 19        |
| 31   | 체코           | 30             | 유럽       | 20        |
| 32   | 아랍에미리트   | 31             | 서아시아   | 3         |
| 33   | 슬로베니아     | 32             | 유럽       | 21        |
| 34   | 리투아니아     | 33             | 유럽       | 22        |
| 35   | 헝가리         | 34             | 유럽       | 23        |
| 36   | 말레이시아     | 2              | 동남아시아 | 8         |
| 37   | 라트비아       | 35             | 유럽       | 24        |
| 38   | 불가리아       | 3              | 유럽       | 25        |
| 39   | 튀르키예       | 4              | 서아시아   | 4         |
| 40   | 인도           | 1              | 남아시아   | 1         |
| 41   | 폴란드         | 36             | 유럽       | 26        |
| 42   | 그리스         | 37             | 유럽       | 27        |
| 43   | 태국           | 5              | 동남아시아 | 9         |
| 44   | 크로아티아     | 38             | 유럽       | 28        |
| 45   | 슬로바키아     | 39             | 유럽       | 29        |
| 46   | 베트남         | 2              | 동남아시아 | 10        |
| 47   | 루마니아       | 40             | 유럽       | 30        |
| 48   | 사우디아라비아 | 41             | 서아시아   | 5         |
| 49   | 브라질         | 6              | 남아메리카 | 1         |
| 50   | 카타르         | 42             | 서아시아   | 6         |